# Kulturrelativisme
Kulturrelativisme er ideen om, at samfund er kvalitativt forskellige, men at de bedst kan forstås i lyset af dette: Alle kulturer har deres egen logik, og kulturen kan bedst forstås ud fra dette.
Et eksempel kunne være, at et samfund med mange skoler ikke nødvendigvis er bedre end samfund uden sådanne institutioner. Det udsagn kan nemt være sandt for kulturer hvor den socialiserende funktion som skoler har i vores samfund er overtaget af andre funktioner, procedurer eller eventuelt institutioner.
Kritikere af kulturrelativisme vil hævde, at ideen kommer til at stå for, at alt er lige godt, og at det ud fra dette vil være umuligt at foretage moralske valg.
Kulturrelativisme sættes lejlighedsvis i et modsætningsforhold til etnocentrisme. 